# Sanguinet
Sanguinet je naselje in občina v francoskem departmaju Landes regije Akvitanije. Naselje je leta 2009 imelo 3.133 prebivalcev.

## Geografija
Kraj leži v pokrajini Gaskonji na vzhodni obali velikega jezera Étang de Cazaux et de Sanguinet, 60 km jugozahodno od Bordeauxa in 92 km severozahodno od Mont-de-Marsana.

## Uprava
Občina Sanguinet skupaj s sosednjimi občinami Biscarrosse, Parentis-en-Born, Sainte-Eulalie-en-Born, Gastes in Ychoux sestavlja kanton Parentis-en-Born s sedežem v Parentisu. Kanton je sestavni del okrožja Mont-de-Marsan.

## Zanimivosti
- neoromanska cerkev Presvetega Odrešenika iz sredine 19. stoletja, vmesna postaja na primorski varianti romarske poti v Santiago de Compostelo, tim. Voie de Soulac,
- arheološki občinski muzej.